# Prionolabis cressoni
Prionolabis cressoni är en tvåvingeart som först beskrevs av Alexander 1917.  Prionolabis cressoni ingår i släktet Prionolabis och familjen småharkrankar. Inga underarter finns listade i Catalogue of Life.